# George McMillan junior
George Duncan Hastie McMillan Jr. (* 11. Oktober 1943 in Greenville, Butler County, Alabama; † 18. April 2025) war ein US-amerikanischer Politiker und Mitglied der Demokratischen Partei. 
McMillan studierte an der Auburn University und erhielt dort 1966 seinen Bachelor of Arts, (magna cum laude). Danach setzte er sein Studium an der University of Virginia fort, schloss es 1969 ab und wurde im selben Jahr in die Anwaltschaft von Alabama aufgenommen. Im Jahr 1973 gehörte McMillan dem Repräsentantenhaus von Alabama an. 1974 bis 1978 war er Senator im Senat von Alabama. 1976 erhielt McMillan den Titel Alabama's Hardest Working Senator. Dieses Prädikat könnte ihm dazu verholfen haben, am 7. November 1978 zum Vizegouverneur des Staates Alabama ernannt zu werden. Er trat das Amt im nächsten Jahr an und behielt es bis 1983, also für eine Legislaturperiode.
Am 20. November 1971 heiratete McMillan Ann Louise Dial, mit der er einen Sohn und eine Tochter hatte.